# Fluxo migratório
Fluxo migratório é uma referência genérica ao movimento de entrada (imigração) e saída de pessoas (emigração). Migrante é todo aquele que saiu de seu lugar de moradia por um período mais ou menos longo de tempo. Para o lugar de onde ele saiu o  migrante é um emigrante. No lugar para onde ele vai, ele será um imigrante.
Na atualidade, como no passado, as populações estão em permanente deslocamento. O planisfério mostra as principais migrações, assinalando igualmente as regiões de acolhimento e as regiões de origem dos migrantes.
Fluxos migratórios fazem parte do processo de globalização, pois com o deslocamento de pessoas acontece o deslocamento de informações culturais, econômicas, sociais e políticas. Com o desenvolvimento de novos meios de transporte, os fluxos de migração têm aumentado, pois se deslocar de um local para outro tem se tornado uma pratica cada vez mais fácil, rápida e econômica.
O fluxo migratório é uma maneira que as pessoas acham de tentar uma nova vida em outro país ou até mesmo continente. Os motivos das migrações podem ser por causa de catástrofes ambientais, falta de trabalho, desastres naturais ou pela atual situação do pais.